# استودیوی صدای باربری
استودیوی صدای باربری (انگلیسی: Berberian Sound Studio) فیلمی در ژانر ترسناک و تریلر روان‌شناختی به کارگردانی پیتر استریکلند است که در سال ۲۰۱۲ منتشر شد. از بازیگران آن می‌توان به توبی جونز، کوسیمو فوسکو، و کاتالین لادیک اشاره کرد.